# McLaren 720S
McLaren 720S — спортивный автомобиль, созданный британским автопроизводителем McLaren Automotive. Впервые был показан на Женевском автосалоне в 2017 году. Пришел на смену McLaren 650S. При этом во время закрытой премьеры до этой, были проданы 400 автомобилей в особом исполнении.

## Технические характеристики и оснащение

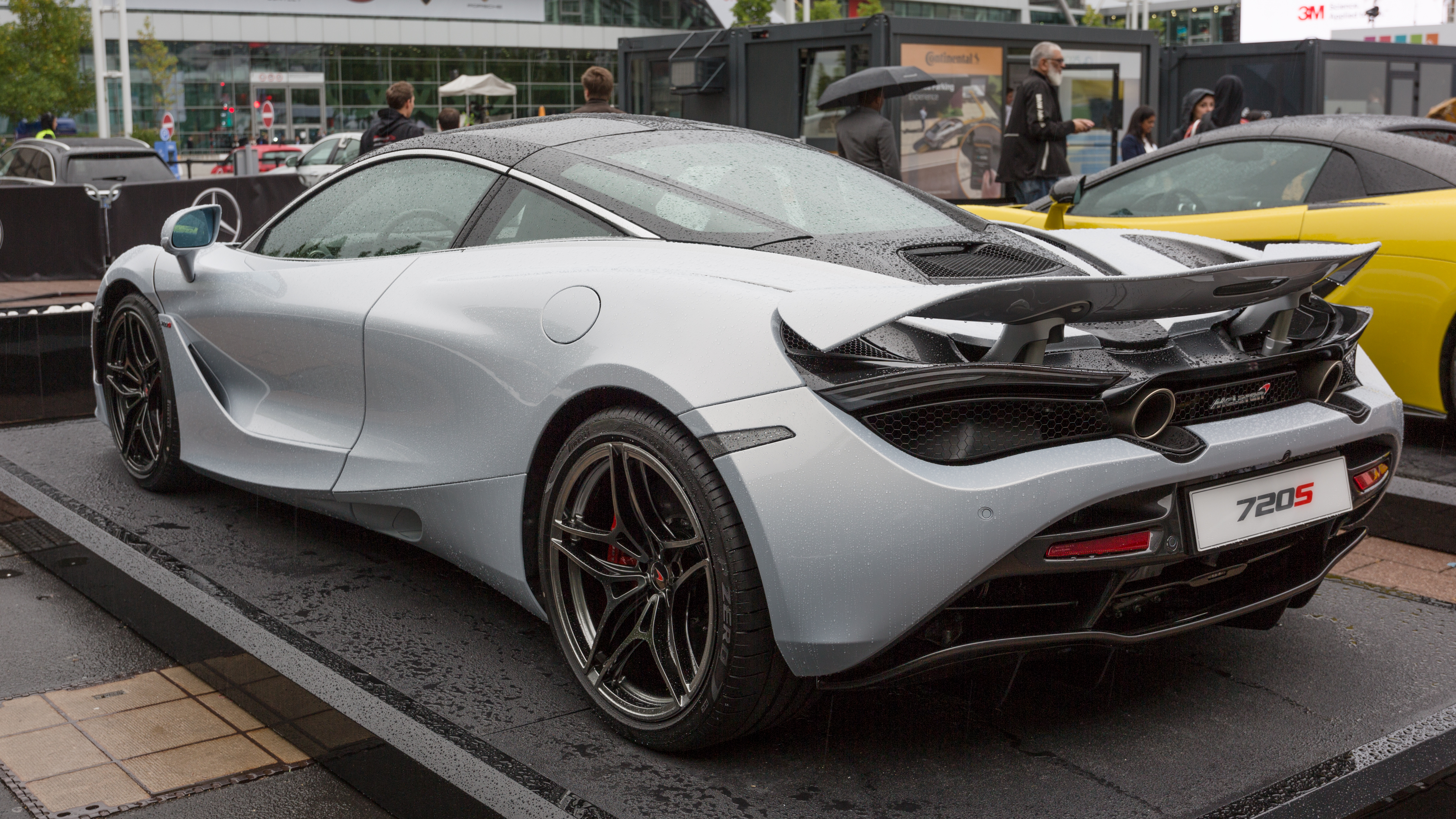
McLaren 720S с заднего ракурса

McLaren 720S расположен в линейке Super Series, и новее своего преемника на 91 %. Оснащен доработанным 4,0 литровым двигателем V8 с двумя турбокомпрессорами, суммарно выдает 720 л. с. и 770 Н/м. Автомобиль также оборудован семиступенчатой роботизированной коробкой переключения передач и задним приводом. Силовой агрегат является доработанной версией мотора предшественника. Производитель увеличил объем камер сгорания и добавил максимальную мощность во всем диапазоне оборотов. Автомобиль имеет два багажных отделения, передний (150 литров) и задний (210 литров). А расход топлива составляет 7,9 / 15,8 литров (зависит от езды). Выбросы CO2 составляют 319 грамм на километр.
Цена автомобиля начинается от 14,93 млн рублей (208 600 фунт стерлингов), и имеет 3 комплектации (Standard, Perfomance и Luxury). Автомобиль также имеет свои модификации в виде McLaren 765LT и McLaren 720S Spider.

## Ускорение
Максимальная скорость авто составляет — 348 км/ч.
Разгон на 1/4 мили составляет 10,5 сек.
Ускорения:
0 — 100 км/ч. — 2,9 с.
0 — 150 км/ч. — 4,7 с.
0 — 200 км/ч. — 7,6 с.
0 — 250 км/ч. — 13,9 с.
0 — 300 км/ч. — 19,7 с.
Ускорения автомобиля в метрах:
| 100 метров   | 4.7 с. / 147 км/ч   |
| 500 метров   | 12.0 с. / 253 км/ч. |
| 1 000 метров | 18.7 с. / 296 км/ч. |

## Примечание
1. ↑  На смену модели 650S пришел новый McLaren 720S (рус.). Дата обращения: 11 февраля 2021. Архивировано 1 мая 2019 года.
2. 1 2  Купе McLaren 720S удивило необычным идеями (рус.). Дата обращения: 11 февраля 2021. Архивировано 25 февраля 2021 года.
3. 1 2  MCLAREN 720S (МАКЛАРЕН 720С) (рус.). Дата обращения: 11 февраля 2021. Архивировано 23 апреля 2021 года.
4. ↑  McLaren 720S (рус.). Дата обращения: 11 февраля 2021. Архивировано 15 сентября 2019 года.